# Râul Condratul, Pârâul Țiganului
Râul Condratul este un curs de apă, afluent al Pârâului Țiganului. 

## Hărți
- Harta Munții Vrancea  Arhivat în 9 iunie 2008, la Wayback Machine.